# Borås
Borås, một thị trấn thuộc Västra Götaland län (hạt) ở phía tây nam Thụy Điển, nằm bên sông Viskan về phía đông của Gothenburg, được thành lập vào năm 1622 dưới triều đại của vua Gustav II Adolf.

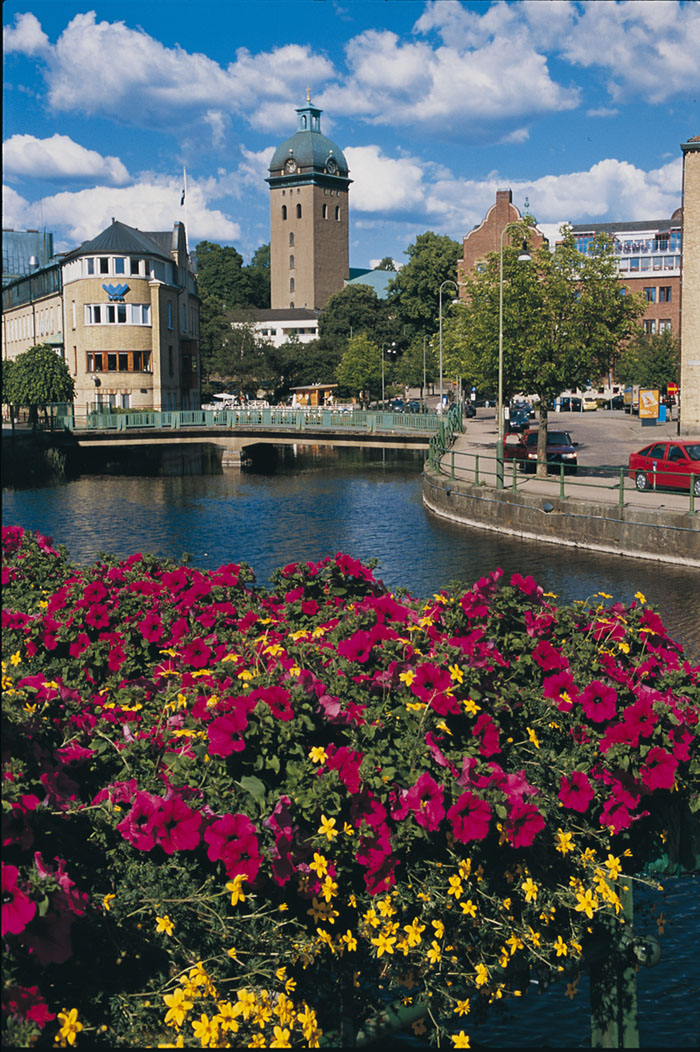
Cảnh từ quảng trường Krokshall qua nhà thờ Caroli với Viskan phía trước.

Borås nằm giữa nơi giao cắt hai tuyến đường ray, một trong hai tuyến đó là giữa Gothenburg và Kalmar. Thành phố thuộc thủ phủ của đô thị Borås và Västra. Thành phố có diện tích km2, dân số là 63.400 người. Đây là thành phố lớn thứ 14 của Thụy Điển. Borås nằm giữa nơi giao cắt hai tuyến đường ray, một trong hai tuyến đó là giữa Gothenburg và Kalmar.
Borås là trung tâm dệt may hàng đầu tại Thụy Điển, với nhiều nhà máy chuyên sản xuất bông và len, nhà máy nhuộm, cũng như xưởng dệt kim và trường cao đẳng dành cho ngành công nghiệp dệt.
Ngoài ra, Borås còn là trung tâm quan trọng trong lĩnh vực thời trang và may mặc, với các công ty chuyên sản xuất quần áo sẵn và những doanh nghiệp đặt hàng qua thư. Phía tây của thị trấn là một bảo tàng ngoại trời, nơi có nhiều công trình kiến trúc độc đáo như Nhà thờ Kinnarumma bằng gỗ và các ngôi nhà nông dân cổ kính.